# Indische Cricket-Nationalmannschaft in Bangladesch in der Saison 2009/10
Die Tour der indischen Cricket-Nationalmannschaft nach Bangladesch in der Saison 2009/10 fand vom 17. bis zum 28. Januar statt. Die internationale Cricket-Tour war Teil der internationalen Cricket-Saison 2009/10 und umfasste zwei Test Matches. Indien gewann die Serie 2-0.

## Vorgeschichte
Beide Mannschaften spielten zuvor zusammen mit Sri Lanka ein Drei-Nationen-Turnier. Das letzte Aufeinandertreffen der beiden Mannschaften bei einer Tour fand in der Saison 2007 in Bangladesch statt.

## Stadien
Für die Tour wurden folgende Stadien als Austragungsorte vorgesehen und vom 12. November 2009 bekanntgegeben.
| Stadion                                | Stadt      | Kapazität | Spiele  |
| -------------------------------------- | ---------- | --------- | ------- |
| Zohur Ahmed Chowdhury Stadium          | Chittagong | 22.000    | 1. Test |
| Sher-e-Bangla National Cricket Stadium | Dhaka      | 26.000    | 2. Test |

## Kader
Indien benannte seinen Test-Kader am 5. Januar 2010.
Bangladesch benannte seinen Kader am 11. Januar 2010.
| Test | Test |
| Bangladesch | Indien |
| --- | --- |
| - Shakib Al Hasan (K) - Mushfiqur Rahim (vK & wk) - Enamul Haque - Imrul Kayes - Junaid Siddique - Mahbubul Alam - Mahmudullah - Mohammad Ashraful - Naeem Islam - Raqibul Hasan - Rubel Hossain - Shafiul Islam - Shahadat Hossain - Shahria Nafees - Tamim Iqbal | - MS Dhoni (K & wk) - Virender Sehwag (vK) - Rahul Dravid - Gautam Gambhir - Dinesh Karthik (wk) - Zaheer Khan - VVS Laxman - Amit Mishra - Pragyan Ojha - Ishant Sharma - Harbhajan Singh - Yuvraj Singh - Sreesanth - Sachin Tendulkar - Sudeep Tyagi - Murali Vijay |

## Test Matches

### Erster Test in Chittagong
| 17. – 21. Januar Scorecard | Chittagong | Indien 243 (70.5) & 413-8d (87) | – | Bangladesch 242 (65.2) & 301 (75.2) |
|                            |            | Indien gewinnt mit 113 Runs     |   |                                     |

### Zweiter Test in Dhaka
| 24. – 28. Januar Scorecard | Dhaka | Bangladesch 233 (73.5) & 312 (90.3) | – | Indien 544-8d (133) & 2-0 (0.2) |
|                            |       | Indien gewinnt mit 10 Wickets       |   |                                 |

## Statistiken
Die folgenden Cricketstatistiken wurden bei dieser Tour erzielt.
| Tests                | Tests       | Tests   | Tests   | Tests   | Tests   | Tests   | Tests   | Tests   |
| Batting              | Batting     | Batting | Batting | Batting | Batting | Batting | Batting | Batting |
| Spieler              | Mannschaft  | Spiele  | Innings | Runs    | Average | HS      | 100s    | 50s     |
| -------------------- | ----------- | ------- | ------- | ------- | ------- | ------- | ------- | ------- |
| Sachin Tendulkar     | Indien      | 2       | 3       | 264     | 132,00  | 143     | 2       | 0       |
| Tamim Iqbal          | Bangladesch | 2       | 4       | 234     | 58,50   | 151     | 1       | 1       |
| Gautam Gambhir       | Indien      | 2       | 4       | 207     | 69,00   | 116     | 1       | 1       |
| Mohammad Mahmudullah | Bangladesch | 2       | 4       | 185     | 61,66   | 96*     | 0       | 2       |
| Mushfiqur Rahim      | Bangladesch | 2       | 4       | 185     | 61,66   | 101     | 1       | 0       |
| Bowling              |             |         |         |         |         |         |         |         |
| Spieler              | Mannschaft  | Spiele  | Overs   | Wickets | Average | BBI     | 5W      | 10W     |
| Zaheer Khan          | Indien      | 2       | 79.3    | 15      | 19,53   | 7/87    | 1       | 1       |
| Ishant Sharma        | Indien      | 2       | 61      | 9       | 23,44   | 4/66    | 0       | 0       |
| Shakib Al Hasan      | Bangladesch | 2       | 91.1    | 9       | 32,44   | 5/62    | 1       | 0       |
| Amit Mishra          | Indien      | 1       | 38.4    | 7       | 22,57   | 4/92    | 0       | 0       |
| Shahadat Hossain     | Bangladesch | 2       | 56      | 7       | 30,71   | 5/71    | 1       | 0       |

## Player of the Series
Als Player of the Series wurden die folgenden Spieler ausgezeichnet.
| Serie | Player of the Series |
| ----- | -------------------- |
| Test  | Zaheer Khan          |

### Player of the Match
Als Player of the Match wurden die folgenden Spieler ausgezeichnet.
| Spiel   | Player of the Match |
| ------- | ------------------- |
| 1. Test | Sachin Tendulkar    |
| 2. Test | Zaheer Khan         |